# Mönch-Zahnspinner
Der Mönch-Zahnspinner (Odontosia carmelita), früher auch als  Karmeliterin  bezeichnet, ist ein Schmetterling (Nachtfalter) aus der Familie der Zahnspinner (Notodontidae).

## Merkmale

### Imago
Die Falter erreichen eine Flügelspannweite von 32 bis 42 Millimetern. Sie haben in verschiedenen Rotbrauntönen abgestuft gefärbte Flügel. Die Vorderflügel besitzen an der Oberkante nahe der Flügelspitze einen deutlichen weißgelben Zacken und manchmal etwa in der Mitte einen weiteren, kleineren und undeutlicheren Zacken gleicher Farbe. Am Innenrand befindet sich der für die meisten Zahnspinnerarten typische Schuppenzahn. Die Palpen sind kurz, der Rüssel verkümmert. Die Fühler der Männchen sind sägezahnartig und bewimpert, diejenigen der Weibchen kurz sägezahnartig. Der Thorax ist dicht wollig, der Hinterleib kürzer behaart.

### Ei
Das Ei ist halbkugelig, von bläulichweißlicher oder grünlicher Farbe und fein dunkel punktiert.

### Raupe
Die erwachsenen Raupen sind leicht abgeflacht und von gelbgrüner Farbe. Sie haben am Rücken zahlreiche flache gelbliche Runzeln. An den Seiten befindet sich ein weißgelber Längsstreifen. In ihm liegen schwarze, rot unterlegte Stigmen. Der Kopf ist eingeschnitten und kräftig grün gefärbt.

### Puppe
Die Puppe ist schwarzbraun gefärbt, gedrungen, mit stumpf abgerundetem Kremaster ohne Dornen.

## Vorkommen
Die Art kommt in Europa bis weit in den Norden, einschließlich Finnland und Nordirland, im Osten bis nach Russland vor, ist jedoch im Süden weniger weit verbreitet. Sie bewohnt verschiedene Lebensräumen, wie z. B. Birkenwälder, Birkenschläge, Moore sowie Parkanlagen.

## Lebensweise
Die nachtaktiven Falter fliegen früh im Jahr, vorwiegend von Ende März bis Mai und besuchen auch künstliche Lichtquellen. In Ruhestellung halten sie die Flügel dachförmig. Die Weibchen legen die Eier auf die Unterseite der Blätter der Futterpflanze. Die Raupen sind von Juni bis August anzutreffen. Sie halten sich gerne in den Baumkronen auf, verpuppen sich aber in einem Gespinst in der Erde. Die Überwinterung erfolgt im Puppenstadium.

### Nahrung der Raupen
Die Raupen ernähren sich hauptsächlich von den Blättern von Birken (Betulae), gelegentlich auch von Erlen (Alnus).

## Gefährdung und Schutz
Die Art ist in Deutschland in den einzelnen Bundesländern in unterschiedlicher Anzahl anzutreffen, ist gebietsweise selten, gilt aber nicht als akut gefährdet.
Zum Vorkommen und Gefährdung in Österreich: Die Art ist sehr lokal und in den disjunkten Arealen außerdem noch ziemlich selten. In Oberösterreich wurde O. carmelita nur an ganz wenigen Stellen gefunden und wird immer weniger. Ökologisch ist dieser Schmetterling eine der interessantesten Arten unserer Fauna. Obwohl die Raupe auf einer der weitestverbreiteten und häufigen Pflanzen lebt, kommt die Art an nur ganz wenigen Stellen des Landes vor. Dies ist als eine hochstenöke Adaptation zu deuten, die wahrscheinlich auf eine Präferenz für klimatisch sehr milde Standorte gesehen werden muss.